# ターニャ・ハルト
ターニャ・ハルト（Tanja Hart、1974年1月24日 - ）はドイツの元女子バレーボール選手。現役時代のポジションはセッター。元ドイツ代表。

## 来歴
- クラブチーム

マルクトハイデンフェルト出身。1991年、CJD Feuerbachへ入団。2年間プレーし、1991/92シーズンのブンデスリーガで準優勝した。1993年、DJK Karbach e.V.へ移籍した。9年間在籍し、1998/99～2001/02シーズンにかけのリーグではベストセッター賞を受賞した。2002年、SSV Ulm 1846へ移籍。2002/03シーズンのブンデスリーガで優勝を果たした。2004年、USC Münsterへ移籍。2004/05シーズンのドイツブンデスリーガでは優勝に貢献し、MVPとベストセッター賞を受賞した。2006年、VCヴィースバーデンへ移籍。2007/08シーズンでのプレーをもって現役引退した。
- 代表チーム

1996年、ドイツ代表に初選出される。同年のアトランタ五輪に出場した。1998年、世界選手権に出場した。1999年、欧州選手権に出場した。2000年のシドニー五輪では6位となった。2002年、世界選手権に出場した。2003年、欧州選手権では銅メダルを獲得した。2004年、アテネ五輪の欧州大陸予選では五輪出場権獲得に貢献し、同年8月のアテネ五輪に出場した。2006年、2年ぶりに代表復帰し、日本で開催された世界選手権に出場した。2008年、北京五輪の欧州大陸予選での試合が代表最後の試合となった。

## 球歴
- オリンピック - 1996年、2000年、2004年
- 世界選手権 - 1998年、2002年、2006年
- 欧州選手権 - 1999年、2001年、2003年

## 受賞歴
- 1999年　1998/99ドイツブンデスリーガ　ベストセッター賞
- 2000年　1999/00ドイツブンデスリーガ　ベストセッター賞
- 2001年　2000/01ドイツブンデスリーガ　ベストセッター賞
- 2002年　2001/02ドイツブンデスリーガ　ベストセッター賞
- 2003年　2002/03ドイツブンデスリーガ　ベストセッター賞
- 2004年　2003/04ドイツブンデスリーガ　ベストセッター賞
- 2005年　2004/05ドイツブンデスリーガ　MVP、ベストセッター賞
- 2006年　2005/06ドイツブンデスリーガ　ベストセッター賞

## 所属クラブ
- CJD Feuerbach（1991-1993年）
- DJK Karbach e.V.（1993-2002年）
- SSV Ulm 1846（2002-2004年）
- USC Münster（2004-2006年）
- VCヴィースバーデン（2006-2008年）